# Amadis (Massenet)
Amadis è un'opera in tre atti con prologo di Jules Massenet su un libretto francese di Jules Claretie basato sul romanzo spagnolo sui cavalieri erranti Amadis de Gaula, inizialmente di origine portoghese, di Garci Rodríguez de Montalvo.

## Storia
Fu eseguita per la prima volta all'Opéra de Monte-Carlo il 1º aprile 1922, quasi dieci anni dopo la morte di Massenet. Massenet aveva iniziato a comporre il pezzo nel 1895 ma lo accantonò e lo completò clandestinamente negli ultimi anni della sua vita. Amadis è una delle tre opere di Massenet che è stata presentata postuma in anteprima; le altre sono Panurge (1913) e Cléopâtre (1914).
Amadis non ha guadagnato una popolarità duratura ma è stata ripresa durante il Festival di Massenet a Saint-Étienne, in Francia, nel 1988 e registrata per l'etichetta Koch Swann.

## Ruoli
| Ruolo                      | Registro voce | Cast della prima1 aprile 1922 (Direttore: Léon Jehin) |
| -------------------------- | ------------- | ----------------------------------------------------- |
| Amadis                     | contralto     | "Djéma Vécla" (Margherita Grandi)                     |
| Floriane                   | soprano       | Nelly Martyl                                          |
| Galaor                     | tenore        | Paul Goffin                                           |
| Le Roi Raimbert            | basso         | Gustave Huberdeau                                     |
| Wenzel di Norvegia         | tenore        | Charles Delmas                                        |
| Zorzi di Sicilia           | tenore        | Carlo Bertossa                                        |
| Curneval di Turingia       | tenore        | Sini                                                  |
| Perdigon d'Irlanda         | baritono      | Ceresole                                              |
| Arnaud d'Aquitania         | baritono      | Amurgis                                               |
| Golias di Spagna           | baritono      | Morange                                               |
| Orlinde                    | soprano       | Lucette Korsoff                                       |
| Béatrice                   | soprano       | Bilhon                                                |
| Simone                     | soprano       | Rossignol                                             |
| Guillemette                | soprano       | Orsoni                                                |
| Marguerite                 | soprano       | Rogery                                                |
| Hélène                     | soprano       | Lecroix                                               |
| La Fée                     | parlato       | Féval                                                 |
| Hunter                     | parlato       | Stéphane                                              |
| Princess Elisène           | silenziosa    | Sedova                                                |
| Amadis e Galaor da bambini | silenzioso    | Rosa Brothers                                         |

## Trama
La storia si svolge nell'antica Bretagna e si riferisce ai fratelli Amadis e Galaor, separati alla nascita. Amadis uccide Galaor nella scena finale in un duello per principessa Floriane. Quando Amadis scopre pietre magiche intorno al collo di Galaor, identiche a quelle date a lui ed a suo fratello perduto dalla madre morente, si rende conto che è suo fratello che ha ucciso.